# Pikastocvetna kukavica
Pikastocvetna kukavica (znanstveno ime Neotinea ustulata) je gorska cvetlica iz družine kukavičevk. Pred uveljavitvijo sedanjega znanstvenega imena Neotinea ustulata, se je ta vrsta imenovala Orchis ustulata (L. 1753).

## Opis
Je v Sloveniji ena najmanjših kukavic. Socvetje je na vrhu temno rjavo, kot bi bilo ožgano; zato ji ponekod pravijo tudi ogorelček. Raste na suhih travnikih. 
Cveti od aprila do avgusta.
Največja populacija pikastocvetne kukavice je v Parsonage Downu, Wiltshire, Anglija.